# 巴甫洛夫大楼
48°42′57.6″N 44°31′53.4″E / 48.716000°N 44.531500°E

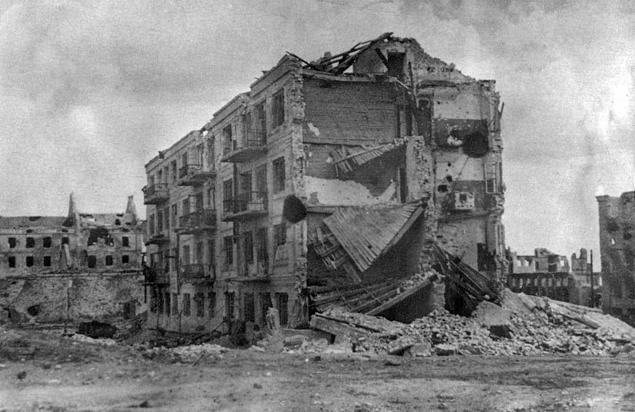
巴甫洛夫大楼

巴甫洛夫大楼（俄文：дом Павлова）是於1942年9月27日至11月25日斯大林格勒战役期间，斯大林格勒一座被加强防御的公寓楼。它得名于雅科夫·巴甫洛夫中士，他在战役期间指挥一个排防御此楼。

## 概要
巴甫洛夫大楼是位于斯大林格勒中心的一座四层高的公寓楼，建在伏尔加河的河堤边，并可以俯视“一月九日广场”（一座纪念血腥星期日的大型广场）。1942年9月，大楼被德军进攻，苏联第13近卫步兵师的一个排奉命防守于此。这个排由雅科夫·巴甫洛夫中士指挥，而他担任排指挥官实际上是因为排中的尉官或高级士官都已受伤或死亡。
这座大楼的战略意义在于它可以守卫伏尔加河边的一处关键区域。而它的战术优势在于它位于十字路口，为防御方提供了北方、南方、西方各一千米的视野。接防初期，巴甫洛夫与他的手下發現了躲藏在地下室的10名平民，並將之武裝起來。几天之后，他得到了增援与补给，装备了机枪，反坦克步枪与迫击炮，使之成为一个25人却未满员的排。为遵守斯大林的第227号命令——“不许后退一步”，巴甫洛夫中士奉命建立防御工事并死守大楼。他下令把大楼用四层铁丝网和雷区包围，并在面对广场的每一个窗口布置了机枪。在早期防御中，巴甫洛夫发现他布置在屋顶的PTRS-41反坦克步枪对德军坦克的伏击当中极其有效。一次，坦克接近了大楼，它们炮塔顶部较薄的装甲便暴露在反坦克枪的火力之下，并因离大楼太近，无法提高火炮的仰角进行反击。为了更好地在大楼内部通信，巴甫洛夫的士兵打穿地下室的墙和楼层之间的地板，并挖了一条通往其他苏军所在位置的通讯用战壕。在德国空袭和炮击的情况下，补给通过战壕或通过船渡河带来。尽管如此，食物，特别是水十分匮乏。德军一天几次进攻大楼。每次德国步兵和坦克试图穿过广场靠近大楼，都会遭到巴甫洛夫和他的手下的猛烈反击。巴甫洛夫和他的手下，从1942年9月27日至11月25日期间一直在大樓进行战斗，直到苏军在斯大林格勒进行全面反击，最终获得了战斗的胜利。

## 象征意义

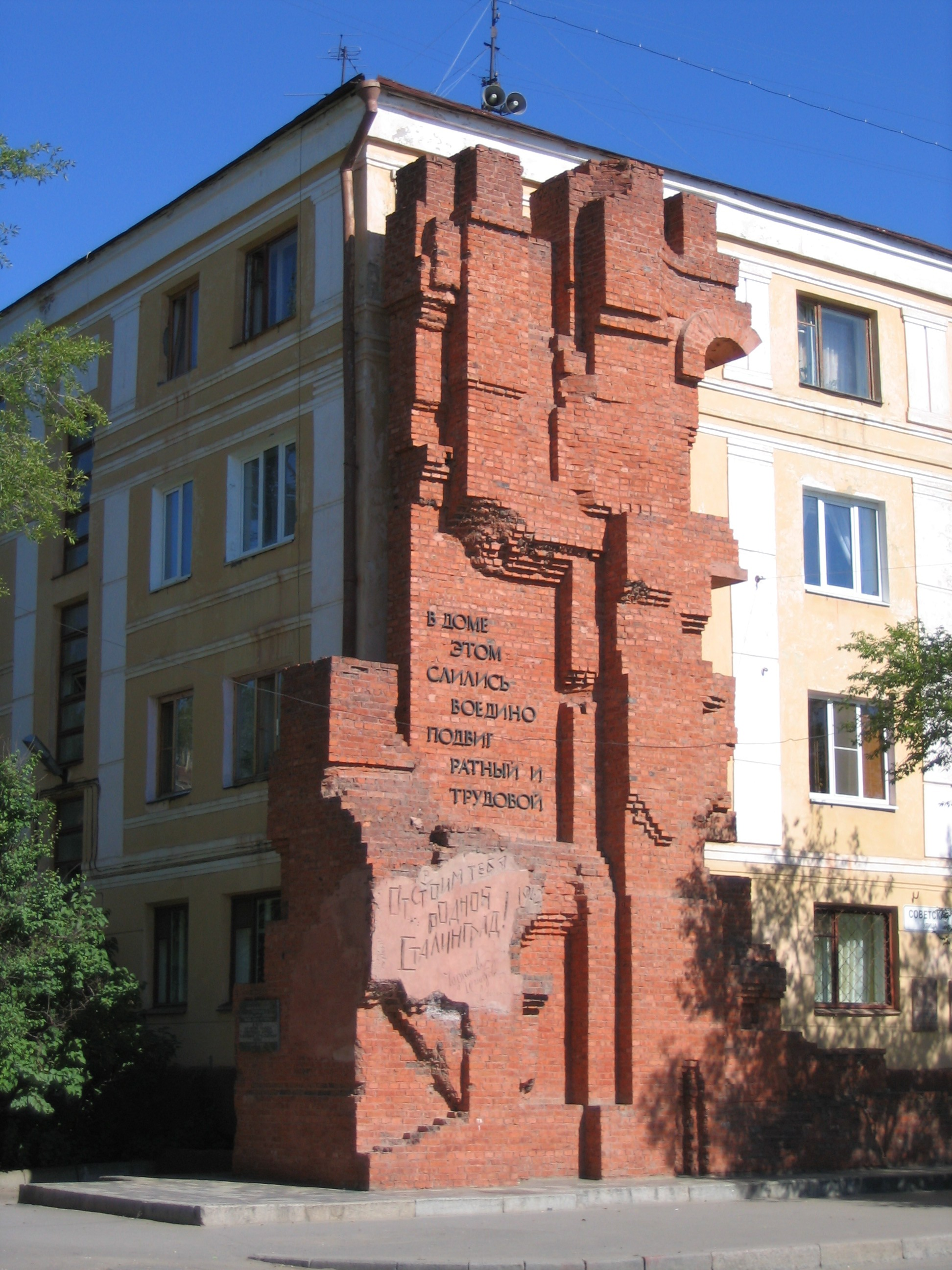
巴甫洛夫大楼现状，铭文上面写着：这个建筑融合了战争与劳动的丰功伟绩，我们会保卫并重建你，亲爱的斯大林格勒！

巴甫洛夫大楼成为斯大林格勒战役中苏军英勇抵抗的象征。德国的闪电战战术无法应对苏军的持久战式抵抗，因而德军无法有效發揮優勢占领这幢大楼。所以巴甫洛夫大楼脱颖而出成为了蘇軍抵抗的象徵。此大楼甚至在德军地图上被称为要塞。在斯大林格勒战役结束后，苏军方面的总指挥官瓦西里·崔可夫曾讽刺道，德军试图攻占巴甫洛夫大楼而阵亡的人数比攻占巴黎时的阵亡人数还多。
巴甫洛夫中士因为其英勇行动而被授与苏联英雄称号。巴甫洛夫大楼现已重建并用在伏尔加河畔战斗后留下的砖块建立了纪念建筑。

## 流行文化
2003年电子游戏《使命召唤》中有一关基于巴甫洛夫中士的事迹讲述了这一事件。2013年俄罗斯3D电影《斯大林格勒》中苏军小队据守的三层楼房即取材于此。